# Сулпиция Дриантила
Сулпиция Дриантила (на латински: Sulpicia Dryantilla; * 210; † 260 г.) е римска императрица.

## Биография
Тя е дъщеря на Клавдия Амияна Дриантила и Сулпиций Полион, сенатор и офицер при Каракала. Наречена е на името на баба си. Нейната леля Сулпиция Агрипина, сестра на Сулпиций Юст и Полион, e била омъжена за консула от 193 г., Квинт Помпей Созий Фалкон.
Сулпиция Дриантила става съпруга на Публий Касий Регалиан, римски узурпатор на Дунав в Панония и Мизия против Галиен. Регалиан ѝ дава титлата Августа. Той е оставил монети със своето име и на съпругата си.
Сулпиция Дриантила е убита през 260 г. със съпруга си.